# المنطق غير الصوري
المنطق غير الصوري أو المنطق غير الرسمي أو المنطق العامي (بالإنجليزية: informal logic) يشير إلى مبادئ المنطق والتفكير المنطقي خارج إطار وقواعد المنطق الرسمية (المنطق الصوري)، إلا أنه على الرغم من ذلك، وربما بسبب لفظ «غير صوري» في العنوان، فإن التعريف الدقيق لمصطلح المنطق غير الصوري هي مسألة فيها بعض الخلاف.
عرف كل من رالف جونسون (Ralph H. Johnson) وجيه أنتوني بلير (J. Anthony Blai) المنطق غير الصوري بأنه «فرع من فروع المنطق تتمثل مهمته في وضع معايير وقياسات غير صورية، واجراءات لازمة لتحليل وتفسير وتقييم النقد وبناء الحجج.».
يرتبط المنطق غير الصوري بالمغالطات (غير الصورية)، والتفكير النقدي، وحركة مهارات التفكير، والتحقيق متعدد التخصصات المعروف باسم نظرية الحجاج.
كتب فرانس اتش فان ايميرين (Frans H. van Eemeren) حول موضوع المنطق غير الصوري وكونه يغطي «مجموعة من الأساليب المعيارية لدراسة المنطق في اللغة العادية، التي لا تزال أقرب إلى ممارسة الحجج من المنطق الصوري.».